# Ceratostylis acutilabris
Ceratostylis acutilabris är en orkidéart som beskrevs av Johannes Jacobus Smith. Ceratostylis acutilabris ingår i släktet Ceratostylis och familjen orkidéer. Inga underarter finns listade i Catalogue of Life.